# 關聖帝君赤兔鐵馬巡境嘉年華
關聖帝君赤兔鐵馬巡境嘉年華（Guan Yu's Tour Festival，簡稱赤兔鐵馬巡境嘉年華）是由中華關聖帝君公益弘揚總會推動的年度民俗盛事，行進距離長達1,200公里，每年起點及繞境方向由主辦單位向關聖帝君請示摶杯（執筊）決定，串連全台關帝廟進行自行車巡禮。活動於每年11月12日至11月23日舉行，為期12天，是台灣活動時間最長、移動距離最遠的民俗活動，亦被譽為全球最長距離的民俗自行車巡禮活動。嘉年華以關聖帝君（關公）的忠、義、智、仁、勇五德為核心，結合自行車巡禮、文化表演與公益行動，旨在推廣五德精神，促進靈性覺醒，推動環島護台行動，凝聚台灣民眾的文化認同與團結力量。

## 歷史與起源
赤兔鐵馬巡境嘉年華源自赤兔鐵馬車隊，一支由熱愛自行車運動人士組成的熱血志願車隊，隸屬於中華關聖帝君公益弘揚總會。車隊採自由開放政策，每年重新招募巡境成員，由民眾自由報名參加，任何認同關公忠義智仁勇精神的人士，不論性別、年齡、種族，只要身體狀況許可，皆可參與。2010年冬至，總會理事長游同人於夢中受關聖帝君賜予赤兔神駒，啟發創建赤兔鐵馬，以「一鄉一特色、一月一輕騎」為號召，最初在宜蘭舉辦自行車旅遊活動，帶領參與者體驗單車旅遊樂趣。行程包含社區、人文、宗教及最具特色的五德，獲得廣大迴響及支持，自2016至2018年經常舉辦，累積大量支持者，逐漸形成聲勢。活動將關公的忠義智仁勇五德融入旅程，潛移默化地植入人心。2015年，赤兔鐵馬正式成軍，歷經五災五難，淬煉出五德精神。2019年，活動轉型為嘉年華形式，成為台灣乃至全球最具規模的民俗文化盛事。

## 五災五難洗禮
赤兔鐵馬的創立過程充滿挑戰歷經五次災厄，每一難對應一德淬煉車隊心志，強化五德精神的推廣：
- 忠之試煉：信念風暴：創立初期，計畫被質疑不切實際，資金與人力匱乏，外界嘲諷如暴風襲來。游理事長於蘭陽聖域祈求指引，星空現赤紅流光，眾人重燃信念，凝聚首批成員，奠定忠德傳承的基礎。

- 義之試煉：團結裂痕：因公益與信仰路線分歧，車隊瀕臨分裂。當陽關帝爺顯靈，傳諭「義結金蘭」，促使成員和解，確立「公益與信仰並重」的目標，彰顯義德團結的力量。
- 智之試煉：迷霧困局 ：規劃環島路線時，因經驗不足險與詐騙團體合作。洛陽關侯爺啟發智慧，車隊邀專家指導，設計1,200公里環島路線，破除迷霧，展現智德引領決策的明燈。
- 仁之試煉：疫病風波 ：疫情期間阻礙活動，社會求助急迫。東山關聖爺指引車隊舉辦三星義診與偏鄉送暖，暴雨中祥雲籠罩，助其完成任務，體現仁德關懷弱勢的慈悲精神。
- 勇之試煉：風雨絕境 ：山區巡禮遭遇強風暴雨，道路崩塌，成員受困。平潭關武爺賦予勇氣，車隊修車開路，完成巡禮，彰顯勇德開拓前行的無畏力量。

## 五聖傳承的使命
赤兔鐵馬巡境嘉年華以「五聖傳承」為目標，致力打造充滿忠義的世界，傳承關公的忠、義、智、仁、勇五德，對應人生五大重要元素，融入活動設計與精神：
- 忠（信念）——心靈的支柱 忠代表對信念的堅守，對應心靈層面，象徵內心的定力與對價值觀的忠誠。嘉年華透過巡禮各關廟，舉辦忠德祈福儀式與信念分享會，強化參與者對關公信仰的忠誠，鼓勵堅守人生信念，成為指引前行的北極星。

- 義（團結）——人際的橋樑 義體現信任與友誼，對應社會層面，強調以誠待人、守信用。活動中的車隊合作、義結金蘭儀式與公益行動，展現團結精神，串連各地民眾與關帝廟，構築和諧人際關係。

- 智（智慧）——決策的明燈 智代表明辨是非的能力，對應理性層面，啟發洞察世事的能力。嘉年華舉辦智慧分享會、關公智計講座與互動工作坊，引導參與者學習關公的智慧，提升決策能力，照亮人生道路。

- 仁（仁愛）——身心的療癒 仁是慈悲與關愛之心，對應生命層面，促進內心平和與身體健康。巡境中運動強身、心靈提升，偏鄉送暖與仁愛故事展現，體現仁德精神，關懷弱勢群體，凝聚社會祥和。

- 勇（勇氣）——開拓的力量 勇象徵無畏的精神，對應行動層面，賦予人挑戰逆境、開創未來的魄力。1,200公里環島巡禮考驗車隊的勇氣，結合勇德勵志意涵，激勵參與者面對挑戰，勇往直前，永不退縮。

## 活動特色
赤兔鐵馬巡境嘉年華以自行車巡禮為核心，結合以下特色，用簡單易懂的方式推廣五德精神，促進健康美好的生活價值觀：
- 鐵馬巡禮：車隊騎行1,200公里，串連全台關廟，挖掘關公故事，象徵赤兔神駒的忠義奔騰。透過忠德祈福和勇德挑戰活動，讓參與者體驗忠與勇的精神，激勵堅定信念與勇敢面對挑戰。
- 文化表演：包含關公舞劇、民俗舞蹈和傳燈車燈光秀，融入五德故事，通過義德團結之夜和仁德慈善演出，傳遞忠、義、智、仁、勇的價值，啟發團結與仁愛。
- 公益行動：舉辦五德講座、推行「關聖帝君五德獎」、公益捐助和偏鄉送暖，提升身心靈健康，讓五德精神深入人心，培養正向人生觀。
- 環島護台：串連全台關廟，舉辦五德祈福和文化傳承活動，護佑台灣，凝聚靈性與文化認同，傳承巡境文化，推廣五德價值。

## 活動目的
赤兔鐵馬巡境嘉年華聯合全台關帝廟，共同推廣關公的忠義智仁勇精神，激發正向能量，促進人類擁有更健康美好的生活價值觀，具體目標包括：
- 一群鐵馬正氣聖者：號召熱血騎士，傳播社會正能量，展現忠德與勇德。
- 兩個關帝弘揚總會：發揚關公忠義精神，凝聚信仰力量，強化義德。
- 12間關帝主辦宮廟：開創關公庇佑天下的神聖使命，傳承五德文化。
- 12天騎福傳燈行動：帶動全民參與，把愛與希望傳遍各地，體現仁德。
- 12段環台公益愛心：啟發義行，送愛到每個角落，深化義德與仁德。
- 百家關聖帝君宮廟：打造巡境文化新風貌，傳承關公精神。
- 千里走單騎健康忠義行：提倡減碳運動，推廣健康生活，結合忠德與勇德。
- 萬人點燈：點亮台灣，祈福護國佑民，傳揚五德光明，促進美好價值觀。

## 活動記錄

### 2015年：忠義啟航
- 時間：2015年全年
- 地點：宜蘭縣12鄉鎮，啟動儀式於冬山河親水公園
- 概述：以「一鄉一特色、一月一輕騎」[1]啟動，每月騎行一鄉鎮，挖掘關公故事，結合忠德孝親講座和物資捐贈，吸引約5,000人參與，奠定五德推廣基礎。
- 亮點：串連宜蘭12關廟，舉辦忠德祈福儀式，宣揚忠德精神。

### 2016年：義氣相連
- 時間：2016年全年
- 地點：宜蘭與基隆，閉幕於冬山河親水公園
- 概述：串連宜蘭與基隆關廟，舉辦「義結金蘭」活動，結合義德職涯輔導和仁德義診，吸引約8,000人參與，強化義德團結精神。
- 亮點：礁溪協天廟義德祈福儀式，乩身傳達關武爺「團結四海」之諭。

### 2017年：智慧點燈
- 時間：2017年全年
- 地點：宜蘭各地，閉幕於冬山河親水公園
- 概述：聚焦智德教育，講述關公智計故事，舉辦智德互動工作坊和智慧分享會，吸引約6,000人參與。颱風影響規模縮減，閉幕式以燈光秀點亮夜空。
- 亮點：「關公智慧尋寶」活動，融入QRcode互動，推廣智德。

### 2018年：仁心大進
- 時間：2018年全年
- 地點：宜蘭、花蓮、台東，閉幕於冬山河親水公園
- 概述：深化仁德公益，舉辦醫療義診和偏鄉送暖，串連花蓮與台東關廟，吸引約10,000人參與。仁愛廣場展示關公仁德故事。
- 亮點：東山關帝廟發起「仁愛護台」環島預演，騎行300公里。

### 2019年：蛻變護台（第一屆嘉年華）
- 時間：2019年11月12日-11月23日
- 地點：環島1,200公里
- 概述：串連32座關廟，結合巡禮、文化表演和公益行動，參與人數12,000人。
- 亮點：舉辦五德祈福儀式和關公舞劇，閉幕式以水舞燈光秀震撼全場。
- 年度記錄：82歲長者完成全程1,200公里巡禮，創台灣民俗活動年齡最高紀錄。

### 2020-2022年：因COVID-19停辦
- 概述：受疫情影響，嘉年華暫停舉辦，車隊轉為線上公益活動，舉辦五德線上講座、仁德送暖和智德分享會，持續傳揚五德精神。

### 2023年：團結護台（第二屆嘉年華）[3]
- 時間：2023年11月12日-11月23日
- 地點：環島1,200公里
- 概述：串連35座關廟，舉辦義診、智德講座和文化表演，參與人數15,000人。
- 年度記錄：83歲長者和癌症患者完成全程1,200公里巡禮，創全球民俗自行車巡禮紀錄。

### 2024年：五德傳揚（第三屆嘉年華）[4][5][6][7]
- 時間：2024年11月12日-11月23日
- 地點：環島1,200公里
- 概述：串連40座關廟，舉辦公益活動和文化展演，參與人數20,000人。
- 年度記錄：86歲長者[8]、身障騎士和癌症患者完成全程1,200公里巡禮，創世界民俗活動年齡最高與多元參與紀錄。[9]

## 文化與影響
關聖帝君赤兔鐵馬巡境嘉年華將關公五德融入現代生活，透過全球最長1,200公里環島巡禮串連全台關廟，推廣靈性與文化傳承，凝聚台灣民眾的團結與認同。其12天活動時間與長距離巡禮，使其成為台灣最具規模的民俗盛事，也是全球獨一無二的民俗自行車巡禮活動。活動結合五德主題的公益、文化和科技元素，吸引年輕人參與，深化對關公信仰的認識，促進健康美好的生活價值觀，成為宜蘭的文化地標。